# ربیت (وینی پو)
ربیت (به انگلیسی: Rabbit) شخصیت خرگوش که توسط آ.آ. میلن نویسنده آمریکایی خلق شد و در مجموعه داستان‌ها و انیمیشن‌های وینی پو حضور دارد.